# 유민준 (축구 선수)
유민준(有民竣, 2006년 3월 21일 ~ )는 대한민국의 축구 선수로 포지션은 센터백이며 현재 K리그2 성남 FC 소속이다.